# Focillodes uncinata
Focillodes uncinata är en fjärilsart som beskrevs av Arnold Pagenstecher 1900. Focillodes uncinata ingår i släktet Focillodes och familjen nattflyn. Inga underarter finns listade i Catalogue of Life.